# 5月10日
5月10日是阳历年的第130天（闰年是131天），离一年的结束还有235天。

## 大事记

### 18世紀以前
- 前28年：漢朝的中國天文學家首次對太陽黑子進行了精確的日期觀測。
- 1294年：元成宗铁穆耳登基称帝。
- 1497年：亚美利哥·韦斯普奇首航美洲，确认美洲不是印度。
- 1503年：西班牙探险家克里斯多福·哥伦布及其船员发现开曼群岛，并将岛屿命名为「龟岛」。

### 18世紀
- 1716年：《康熙字典》编成。
- 1775年：美國獨立戰爭：伊頓·阿倫和班尼狄·阿諾領導的一小群愛國者攻占提康德羅加堡，沒有造成重大傷亡或事故。
- 1796年：拿破崙·波拿巴率領法軍在洛迪之戰擊敗奧地利。

### 19世紀
- 1833年：暹越戰爭：黎文𠐤越獄並開始反抗明命帝，主要是為他的養父、越南將軍黎文悅報仇。
- 1857年：印度密拉特的孟加拉部队为了反抗不列颠东印度公司统治而发起暴动，印度民族起义爆发。
- 1865年：美国南部邦联的总统傑佛遜·戴維斯被俘。
- 1871年：法国和普鲁士代表签订割让亚尔萨斯和洛林的《法兰克福条约》，普法战争结束。
- 1877年：羅馬尼亞宣布独立。

### 20世紀
- 1905年：上海工商界發起反對美国迫害華工、抵制美貨運動。
- 1906年：俄国第一届国家杜马会议召开。
- 1933年：親納粹的德国學生響應纳粹党號召，在柏林市內，公開焚燒兩萬本反視為違反日耳曼民族精神的書籍，他們用四輛大貨車將書運去柏林劇院前面的廣場焚燒。
- 1938年：日軍趁中國軍隊舉行盛大活動仍未布置防務之時登陸並佔領廈門。
- 1940年：保守党党魁内维尔·张伯伦宣布辞去英国首相，且正式推荐温斯顿·邱吉尔继任职务。
- 1940年：纳粹德国军队派遣装甲部队绕过马奇诺防线展开闪电战，突袭低地国和法国北部。
- 1941年：纳粹德国副元首鲁道夫·赫斯独自驾机飞往蘇格蘭。
- 1948年：中華民國憲法的附属条款《動員戡亂時期臨時條款》公布实施，赋予总统紧急处分的权力。
- 1948年：韩国单独举行选举，朝鲜半岛分裂
- 1949年：德国被分裂为东德和西德两部分。
- 1967年：美国空袭海防，越南战争升级。
- 1972年：世界卫生组织承认中华人民共和国是中國的唯一合法代表
- 1978年：《实践是检验真理的唯一标准》一文在《理論動態》发表，邓小平等人发起对华国锋“两个凡是”主张的批评
- 1981年：密特朗当选法国总统，这是法国社会党首次赢得总统职位。
- 1982年：香港地鐵荃灣綫啟用。
- 1994年：非洲民族议会领导人纳尔逊·曼德拉在先前大选胜出后，宣誓就任南非首位黑人总统。
- 1997年：第二屆東亞運動會在韓國釜山揭幕。

### 21世紀
- 2002年：一列由英国伦敦駛往諾福克郡的列車在半途發生出軌翻覆意外，造成數十人受傷七人喪生的悲劇。
- 2007年：英国首相托尼·布莱尔在塞奇菲尔德选区的特里姆登工党活动中心宣布辞去工党主席职务，并于6月27日离任首相一职。
- 2013年：美國紐約世界貿易中心一號大樓正式完工，為西半球最高的建築物。
- 2016年：台灣2014年台北捷運隨機殺人事件兇手鄭捷遭槍斃伏法，時年23歲。
- 2018年：马来西亚新任首相马哈迪·莫哈末前往吉隆坡国家皇宫觐见国家元首苏丹莫哈末五世，进行宣誓就任首相仪式[1]。
- 2023年：臺中捷運綠線豐樂公園站附近發生建築工地塔式起重機吊臂掉落撞擊列車事故，造成至少1人死亡、10人受傷。

## 出生
- 850年：清和天皇，日本第56代天皇（881年逝世）
- 1265年：伏見天皇，日本第92代天皇（1317年逝世）
- 1607年：純妃段氏，明熹宗妃嬪（1629年逝世）
- 1748年：路易·皮埃尔·维埃约，法國鳥類學家（1830年逝世）
- 1760年：克洛德·約瑟夫·魯日·德·李爾，法國軍人、作曲家，《馬賽曲》的作曲者（1836年逝世）
- 1770年：路易·尼古拉·達武，法國軍人、政治人物，法蘭西第一帝國元帥（1823年逝世）
- 1788年：奧古斯丁·菲涅耳，法國物理學家，波動光學理論的主要創建者之一（1827年逝世）
- 1825年：奧古斯特·馮·佩爾策恩，奧地利鳥類學家（1891年逝世）
- 1838年：約翰·威爾克斯·布思，美國戲劇演員，刺殺總統亞伯拉罕·林肯的刺客（1865年逝世）
- 1842年：约瑟夫·皮尔斯，参与了美国南北战争中所有关键性战役，是为数不多且事迹有据可查的早期美国华裔军人之一，也是当时联邦军中军衔最高的华裔军人。（1916年逝世）
- 1844年：阿斯森西昂·埃斯基韋爾·伊瓦拉，尼加拉瓜裔哥斯大黎加律師、政治人物，第17任哥斯大黎加總統（1923年逝世）
- 1881年：愛德華·懷特·沃許伯恩，美國化學家（1934年逝世）
- 1886年：卡爾·巴特，瑞士神學家（1968年逝世）
- 1895年：知念蒲，日本超級人瑞（2010年逝世）
- 1899年：張大千，中國国画大师（1983年逝世）
- 1899年：弗雷德·阿斯泰爾，美國男演員、舞者、劇場藝術演員、編舞家、歌手（1987年逝世）
- 1900年：塞西莉亞·佩恩-加波施金，英裔美國天文學家、天體物理學家（1979年逝世）
- 1910年：南度藍姆·高德西，印度激進民族主義者，刺殺聖雄甘地的刺客（1949年逝世）
- 1910年：巴納特·禾賀夫，比利時職業足球運動員（1974年逝世）
- 1923年：霍英東，香港企業家（2006年逝世）
- 1928年：阿諾爾德·呂特爾，愛沙尼亞政治人物，第3任愛沙尼亞總統（2024年逝世）
- 1930年：喬治·埃爾伍德·史密斯，美國物理學家，2009年諾貝爾物理學獎得主（2025年逝世）
- 1931年：永井一郎，日本男性聲優（2014年逝世）
- 1936年：李俊洙，中國眼科學家
- 1940年：井上大佑，日本企業家，卡拉OK發明者
- 1949年：繆西婭·普拉達，義大利時尚設計師、企業家
- 1955年：方青卓，中國女演員
- 1955年：馬克·大衛·查普曼，槍殺披頭士成員約翰·藍儂的兇手
- 1957年：席德·维瑟斯，英國電貝斯手（1979年逝世）
- 1960年：博诺，爱尔兰男歌手
- 1961年：李力持，香港電影导演，編劇，演員
- 1963年：里奇·摩尔，美国動畫導演
- 1965年：梁田清之，日本男性聲優（2022年逝世）
- 1966年：張玉嬿，台灣女演員
- 1969年：郭文贵，中國企业家
- 1969年：洛塔·策林，不丹政治人物、醫生，第16任不丹首相
- 1969年：丹尼斯·博格坎普，荷兰足球運動員
- 1970年：大卫·威尔，蘇格蘭足球運動員
- 1971年：金正男，朝鲜民主主义人民共和国领导人金正日的長子（2017年逝世）
- 1971年：阿德里亞諾·吉安尼尼，義大利男演員（2017年逝世）
- 1974年：寺嶋裕二，日本漫畫家，代表作《鑽石王牌》
- 1974年：西尔万·维尔托德，法国足球运动員
- 1975年：于震，中國男演員
- 1976年：高禮澤，香港乒乓球運動員
- 1976年：祖海，中國女歌手
- 1977年：何韻詩，香港女歌手
- 1978年：拉拉·薩爾瑪，摩洛哥王妃
- 1979年：李孝利，韓國女歌手
- 1983年：高志宏，台灣男演員
- 1990年：李鴻其，台灣男演員
- 1990年：王歌慧，香港女歌手、演員
- 1990年：湯加文，香港女模特兒、演員
- 1990年：片山陽加，日本艺人
- 1991年：楊晴，台灣女演員
- 1991年：郭忠祐，台灣男歌手
- 1991年：伊達朱里紗，日本女性聲優
- 1993年：志田未來，日本女演員
- 1994年：南太鉉，韓國男子偶像團體WINNER前成員
- 1995年：吳念軒，台灣男演員
- 1995年：李俊慧，中國男子羽球運動員
- 1995年：蜜茜·富兰克林，美國女子游泳運動員
- 1995年：埃尔耶斯·斯希里，突尼西亞職業足球運動員
- 1996年：黎格爾，香港足球運動員
- 1996年：泰厄斯·瓊斯，美國職業籃球運動員
- 1996年：路易斯·拉蒙·加里多，墨西哥男子羽球運動員
- 1997年：陳念琴，臺灣女子拳擊運動員
- 1997年：理查利森，巴西職業足球運動員
- 1998年：李宰旭，韓國男演員
- 2000年：裴珍映，韓國男子偶像團體Wanna One、CIX成員
- 2002年：金智敏，韓國女子偶像團體Weeekly成員
- 2004年：比拉勒·埃爾·漢努斯，摩洛哥職業足球運動員

## 逝世
- 472年：宋明帝劉彧，南朝宋皇帝。（439年出生）
- 1354年：北畠親房，鎌倉時代後期、南北朝時代公卿。（1293年出生）
- 1424年：後龜山天皇，日本第99代天皇。（1350年出生）
- 1555年：织田信友，日本战国时代武将。（生年不詳）
- 1566年：萊昂哈特·福克斯，德國植物學家、醫生。（1501年出生）
- 1737年：中御門天皇，日本第114代天皇。（1702年出生）
- 1753年：尼古拉·法蒂奧·丟勒，瑞士數學家、自然哲學家、天文學家。（1664年出生）
- 1774年：路易十五，法国國王。（1710年出生）
- 1807年：羅尚博伯爵，法國元帥。（1725年出生）
- 1813年：約翰·卡爾·威廉·伊利格，德國昆蟲學家、動物學家。（1775年出生）
- 1829年：托马斯·杨，英國科學家、醫生、通才。（1773年出生）
- 1849年：葛飾北齋，日本江戶時代後期浮世繪師。（1760年出生）
- 1850年：约瑟夫·路易·盖-吕萨克，法國化學家。（1778年出生）
- 1863年：石牆傑克森，南北战争期間著名的南軍將領。（1824年出生）
- 1897年：安德烈·滂尼发秀，菲律賓独立时期臨時政府首任主席。（1863年出生）
- 1889年：米哈伊尔·萨尔蒂科夫-谢德林，俄罗斯作家。（1826年出生）
- 1904年：亨利·莫頓·史丹利，英裔美籍探险家與記者。（1841年出生）
- 1907年：弗雷德里克·摩爾，英國昆蟲學家、插畫家。（1830年出生）
- 1914年：威廉·亞力山大·史勿夫，英國爵士。基督少年軍的創辦人。（1854年出生）
- 1917年：約瑟夫·福勒克，美國政治人物，曾任俄亥俄州聯邦參議員。（1846年出生）
- 1917年：譚鑫培，中國京劇演員。（1847年出生）
- 1962年 ： 畑俊六，日本陆军元帅大将。（1879年出生）
- 1975年：渡邊一夫，日本法國文學學者。（1901年出生）
- 1977年：瓊·克勞馥，美国奥斯卡金像奖影后。（1905年出生）
- 1982年：馬寅初，中國经济学家及教育家。（1882年出生）
- 1988年：沈从文，中國作家（1902年出生）
- 2006年：林挺生，前大同公司董事長。（1919年出生）
- 2008年：廖風德，中國國民黨黨員，中華民國內定內政部長。（1951年出生）
- 2010年：梁素霞，中華民國教育家、臺灣中學校長，國家文化總會副秘書長。（1928年出生）
- 2014年：派屈克·魯西，美國政治家。（1918年出生）
- 2016年：鄭捷，2014年台北捷運隨機殺人事件兇手。（1993年出生）
- 2022年：列昂尼德·克拉夫丘克，烏克蘭政治人物，首任烏克蘭總統。（1934年出生）
- 2022年：鲍勃·拉尼尔，美國NBA聯盟前職業籃球運動員。（1948年出生）
- 2023年：伊恩·哈金，加拿大哲學家。（1936年出生）
- 2023年：孫九林，中國資源學家。（1937年出生）
- 2023年：呂政，中國經濟學家。（1945年出生）
- 2023年：林淑雅，臺灣法學學者。（1971年出生）
- 2024年：詹姆斯·西蒙斯，美國數學家、投資家、慈善家。（1938年出生）

## 节假日和习俗
- 国际阿甘树日[2]
- 墨西哥、 薩爾瓦多、 ：母親節
- 密克羅尼西亞聯邦：憲法日
- 馬爾地夫：兒童節
- 日本：女僕日（メイドの日）